# Église Saint-Sébastien de Parly
L'église Saint-Sébastien de Parly est une église située à Parly, en France.

## Localisation
L'église est située dans le département français de l'Yonne, sur la commune de Parly.

## Historique
L'édifice est classé au titre des monuments historiques en 1972.